# División Mayor del Fútbol Colombiano
De División Mayor del Fútbol Colombiano (afkorting: Dimayor) is een organisatie die verantwoordelijk is voor het organiseren van de professionele voetbalcompetities en toernooien in Colombia. Het beheert de twee professionele competities, de Primera A en Primera B, en de twee bekertoernooien Copa Colombia en Superliga Colombiana. Daarnaast beheert het de damescompetitie.